# George Bancroft
Pour les articles homonymes, voir George Bancroft (acteur) et Bancroft.

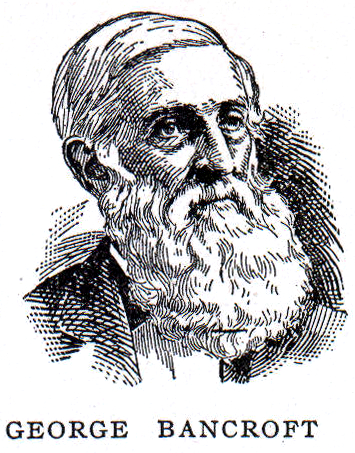

George Bancroft, né le 3 octobre 1800 à Worcester dans le Massachusetts, et mort le 17 janvier 1891 à Washington DC, est un diplomate, ambassadeur, ministre (secrétaire d'état) historien, helléniste, latiniste, écrivain, poète et homme politique américain. Alors secrétaire à la Marine (United States Navy), il fonde en 1845 l'Académie navale  d'Annapolis (United States Naval Academy). Son œuvre la plus importante est l'History of the United States, from the Discovery of the American Continent.

## Biographie
Georges Bancroft, est le fils d'Aaron Bancroft, (fondateur de la Worcester’s Second Congregational Society et président de l'American Unitarian Association) et de  Lucretia Chandler.     
Il entre à l'âge de 13 ans à l'université Harvard, plus tard il fréquente plusieurs universités allemandes, notamment l'université de Göttingen, où il obtient un doctorat de philologie. De retour aux États-Unis, il crée une école primaire expérimentale pour garçons à Round Hill, quartier de Northampton dans le Massachusetts. 
En 1832, il commence sa carrière politique au sein du Parti démocrate. Grâce à ses amitiés politiques, en 1838, il obtient un poste aux douanes du port de Boston
En 1845, Georges Bancroft est nommé secrétaire à la Marine.
En 1846, il commence sa carrière de diplomate comme ambassadeur à Londres (1846 à 1849), il est nommé ambassadeur en Prusse (1867-1871) puis enfin auprès de l'Empire allemand (1871-1874),
Étant anti-esclavagiste, George Bancroft quitte le Parti démocrate pour joindre le Parti républicain.
De 1834 à 1874, parallèlement à sa carrière politique et diplomatique, Bancroft se consacre à la composition de sa monumentale Histoire des États-Unis en dix volumes.
Il est élu membre de l'American Antiquarian Society en 1838.
En 1885, il élu président de la Société américaine d'histoire.
Les manuscrits et les éditions originales des œuvres de Georges Bancroft sont déposés à la Massachusetts Historical Society et à la bibliothèque de l'université Cornell.

## Œuvres
- Oration: Delivered Before the New York Historical Society, November 20, 1854 (Classic Reprint), éd. Forgotten Books, 2017,
- Memoirs of General Andrew Jackson, Seventh President of the United States: To Which Is Added the Eulogy of Geo. Bancroft Delivered at Washington, Part 3, éd. Palala Press, 2017,
- Ancient Greece: From the German of Arnold H. L. Heeren (Classic Reprint), éd.  Forgotten Books, 2017,
- The Grecian Wreath of Victory (Classic Reprint), éd.  Forgotten Books, 2017,
- The Pulpit and Rostrum: Sermons, Orations, Popular Lectures, Etc (Classic Reprint), éd.  Forgotten Books, 2017,
- History of the Battle of Lake Erie, and Miscellaneous Papers, éd. Trieste Publishing, 2017,
- Mr. Bancroft's Oration (Volume 2), éd. Palala Press, 2016,
- History of the Colonization of the United States Volume 3, éd. Palala Press, 2016,
- Historical Researches Into the Politics, Intercourse, and Trade of the Principal Nations of Antiquity Volume 4, éd. Palala Press, 2016,
- Abraham Lincoln. a Memorial Address, Delivered by Invitation of Congress, in the House of Representatives, Washington, February 12th, 1866, éd. Palala Press, 2016,
- Mr. Bancroft's Letter on the Exchange of Prisoners During the American War of Independence, éd. Palala Press, 2016,
- Correspondence of George Bancroft and Jared Sparks, 1823-1832: Illustrating the Relation Between Editor and Reviewer in the Early Nineteenth Century (Classic Reprint), éd. Forgotten Books, 2017,
- Poems, éd. Wentworth Press, 2016,
- The Case of the United States to Be Laid Before the Tribunal of Arbitration, éd. Hansebooks, 2016,
- The American Revolution, éd. Palala Press, 2015,
- Ancient Greece, éd. Palala Press, 2015,
- Literary and Historical Miscellanies (Classic Reprint), éd.  Forgotten Books, 2015,
- Abraham Lincoln: A Tribute, éd. Palala Press, 2013,
- Fiftieth Anniversary of the Founding of the New York Historical Society: Monday, November 20, 1854. ; rééd. Gale Ecco, Sabin Americana, 2012,
- The Story of the Boston Tea Party (Annotated), éd.  A. J. Cornell Publications, 2012,
- An Oration Delivered Before the Democracy of Springfield and Neighboring Towns: July 4, 1836., éd. Gale, Sabin Americana, 2012,
- Oration: Pronounced In Union Square, April 25, 1865, At The Funeral Obsequies Of Abraham Lincoln In The City Of New York (1865), éd. Kessinger Publishing Company, 2010,
- Martin Van Buren to the End of His Public Career, éd.  Harper & brothers, 2009,
- Joseph Reed; A Historical Essay, éd. Loman Press, 2007,
- The necessity, the reality, and the promise of the progress of the human race, éd. Kessinger Publishing, 2001,
- Memorial Address on the Life and Character of Abraham Lincoln, éd. Dodo Press, 2008,
- The History of the United States from the Discovery of the American Continent, 6 vol. ; rééd. Simon Publication, 2002,
- A Plea for the Constitution of the U.S. of America, Wounded in the House of Its Guardians, 1884 ; rééd. Kessinger Publishing, 2008,
- History of the Formation of the Constitution of the United States of America (Volume 2),  D. Appleton and Company, 1882,
- History of the Formation of the Constitution of the United States of America (Volume 1), éd. D. Appleton and Company, 1882.

### Traduction en français
- Histoire de l'action commune de la France et de l’Amérique pour l'indépendance des États-Unis, trad. Adolphe de Circourt, lire en ligne sur Gallica
- Histoire des États-Unis depuis la découverte du continent américain, trad. I. Gatti de Gamond, 9 vol., Paris, 1861-1864.

### Articles
- Brief life of a public historian: 1800-1891, article de Yonatan Eyal pour le Harvard Magazine(en), 2008[4],

### Essais
- Handlin, Lillian. George Bancroft: The Intellectual as Democrat. (New York, 1984).
- R. B. Nye, George Bancroft, 1944 ,